# 保活
保活（ほかつ）とは、自身の子を保育所に入れるために保護者（親など）が行う諸活動を指すための、日本独特の造語。
日本の政府は、ヨーロッパ諸国の政府と比較して、産業界（いわゆる「財界」）に提供（誘導）する目先の金銭にばかりに注意を向けるあまり、子育て・保育のための環境（保育施設の数や質の充実、子育てにかかわる職業人の育成・確保や適切な給与設定、諸制度の整備、予算の配分　等々）をないがしろにしてきた歴史、軽視してきた歴史があり、日本でも先進諸国同様に結婚後の女性の就労割合も増えているにもかかわらず日本政府がそうしたずさんな姿勢のままでいたものだから、日本の都市部においては、保育所は、全然 数が足らない状態に陥ってしまっており、子を持つ親は、子供を保育所に入れようとしてもそれがなかなか叶わない。数的、統計的に見ると、待機児童は近年増加傾向にあり、2009年4月時点でも約2万5千人に達していたのであり、待機児童は全市区町村の約2割に当たる377の市区町村におり、待機児童が50人以上いる市区町村は101にものぼった。待機児童は特に、首都圏や近畿圏などの都市部に多く、仙台市、東京・世田谷区、横浜市、川崎市、名古屋市、大阪市では待機児童が500人以上にものぼった。（その結果、「待機児童の増加」がさかんに報道されている。）
子供を保育所に入れることが非常に困難で、実際に入れられず苦しむ保護者が上述の数だけいるので、保護者は、子を保育所に入れるためには、そのためにあえて様々な活動を行わなければならない、と考えて、そのためだけの活動を行うという（ヨーロッパ諸国には見られないような）異常な状態になっており、このような、保育所に入れるための活動を、「保活」という表現で呼ぶようになったわけである。この言葉は就職をするための「就活」、結婚をするための「婚活」に続いて登場した造語である。
行われている保活の内容としては、地域の保育所や待機児童に関する情報集めや、保育所の時間の都合に合わせて保護者の勤務時間を調整したり、子供の数が少なくて保育所に簡単に入所できるという地域にわざわざ引っ越しをするということなどが存在している。

## 必要な書類
- 施設型給付費・地域型保育給付費等支給認定申請書
- お子様の状況について
- 重要事項確認書兼同意書
- 就労証明書及び記入要領
- 母子手帳
- 収入申告書
- 住所に関する申立書